# Хмир (фільм)
«Хмир» (рос. «Хмырь) — радянський короткометражний художній фільм 1966 року, знятий режисером С. Повєровим на студії ВДІКу.

## Сюжет
За оповіданням В. Шукшина. Розповідь про те, як під час виїзної екскурсії «контингенту» будинку відпочинку пильним чоловіком було припинено спробу флірту одруженого з розведенною.

## У ролях
- Наталія Гундарева — головна роль
- Микола Скоробогатов — головна роль
- Володимир Максимов — головна роль
- Юрій Веригін — епізод
- Володимир Приходько — епізод
- Анна Сидоркіна — епізод
- Георгій Бурков — епізод

## Знімальна група
- Режисер — С. Повєров
- Оператор — С. Повєров